# 纤维瘤
纤维瘤（fibroma）是由纤维或结缔组织组成的良性肿瘤，可于所有器官中发生，源自间质组织。术语“纤状变、成纤维细胞的（fibroblastic）”或“纤维瘤样、纤维瘤的（fibromatous）”被用来描述纤维结缔组织的肿瘤。当纤维瘤一词不加修饰地使用时，它通常被认为是良性的，而纤维肉瘤一词则专门指恶性肿瘤。

## 类型

### 硬纤维瘤
硬纤维瘤（硬质纤维瘤）由许多纤维和少数细胞组成，例如在皮肤中它被称为皮肤纤维瘤（单纯性纤维瘤或皮肤结节）。一种特殊的形式是瘢痕疙瘩，它源于疤痕的增生性生长。

### 软纤维瘤
软纤维瘤（纤维瘤痣）或带轴的纤维瘤（皮赘、悬垂纤维瘤）由许多松散连接的细胞和较少的纤维瘤组织组成。它主要出现在颈部、腋窝或腹股沟处。照片中显示了一个位于眼睑的软纤维瘤。

### 其他类型的纤维瘤
海绵体纤维瘤或血管纤维瘤由许多经常扩张的血管组成，它是一种血管活性肿瘤，几乎只发生在青春期男性中。例如鼻部纤维性丘疹。
囊性纤维瘤（囊性纤维瘤）有中央软化或扩张的淋巴管。
粘液纤维瘤（纤维瘤粘液瘤）是由下面的软组织液化产生的。
牙骨质骨化性纤维瘤坚硬且呈纤维状，最常见于下颌或口腔，有时与骨折或其他类型的损伤有关。
其他纤维瘤：软骨粘液样纤维瘤、结质纤维瘤、非骨化性纤维瘤、骨化性纤维瘤、颈项纤维瘤、胶原纤维瘤、腱鞘纤维瘤、毛囊周围纤维瘤、多形性纤维瘤、子宫纤维瘤等。
神经纤维瘤是周围神经系统中的良性神经鞘瘤。

### 卵巢纤维瘤
它出现在卵巢肿瘤的性索间质肿瘤组中。卵巢纤维瘤在中年时期最常见，在儿童中很少见。经大体病理检查，卵巢纤维瘤是坚硬的，呈白色或棕褐色。有水肿的变异特别可能与梅格氏综合征有关。在顯微鏡下检查，有交叉的梭形细胞束，产生膠原蛋白。
可能有肉瘤区（纤维肉瘤）。在某些情况下，卵巢纤维瘤的存在会导致卵巢扭轉。

## 治疗
良性纤维瘤可以切除，但一般而言不需要切除。切除通常是一个简短的门诊手术，或者使用冷冻疗法，其中将病变部位深层冷冻（使用液氮达到零下89摄氏度），然后解冻两个或更多个周期，在 3至4周内会完全康复。冷冻疗法不需要麻醉剂，而且没有痛苦。另一种简单的治疗方法是注射局部麻醉剂后切除。